# Llo
Llo település Franciaországban, Pyrénées-Orientales megyében. Lakosainak száma 156 fő (2022. január 1.). Llo Queralbs, Eyne, Err és Saillagouse községekkel határos.

## Földrajz

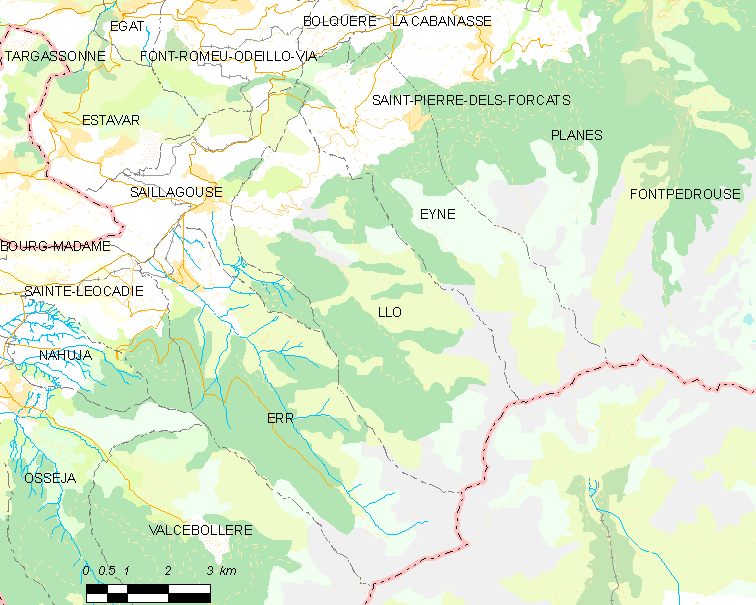
Llo és környéke

## Népesség
A település népességének változása:
| Lakosok száma | 168  | 169  | 172  | 172  | 169  | 171  | 166  | 161  | 156  |
|               | 2013 | 2015 | 2016 | 2017 | 2018 | 2019 | 2020 | 2021 | 2022 |